# Renaldo
Renaldo Lopes da Cruz (ur. 19 marca 1970 w Cotegipe) – brazylijski piłkarz, występujący podczas kariery na pozycji napastnika.

## Kariera klubowa
Renaldo karierę piłkarską rozpoczął w klubie CR Guará Brasília w 1991. W latach 1991–1993 występował w Athletico Paranaense. W Athletico Paranaense 23 lutego 1992 w wygranym 3-2 meczu z EC Bahia Renaldo zadebiutował w lidze brazylijskiej. Był to udany debiut, gdyż Renaldo zdobył jedną z bramek. W 1994 Renaldo z 22 bramkami był królem strzelców ligi stanowej Parana. W latach 1993–1996 był zawodnikiem Clube Atlético Mineiro. Z Atlético Mineiro zdobył mistrzostwo stanu Minas Gerais – Campeonato Mineiro w 1995 oraz indywidualnie był królem strzelców ligi stanowej w 1995 oraz ligi brazylijskiej w 1996.
W latach 1997–1998 Renaldo występował w Hiszpanii w Deportivo La Coruña. Tylko 5 strzelonych bramek spowodowało powrót do Brazylii do Corinthians Paulista. W 1998 powrócił do Hiszpanii, gdzie został zawodnikiem drugoligowego UD Las Palmas. W sezonie 2000–2001 był zawodnikiem drugoligowej Lleidy, z którą spadł do trzeciej ligi. W sezonie 2001–2002 występował w drugoligowej Extremadurze, z którą również spadł do trzeciej ligi. W 2002 powrócił do Brazylii i został zawodnikiem Amériki Belo Horizonte.
W kolejnych latach grał w Paranie, koreańskim FC Seoul, SE Palmeiras, ponownie w Paranie i Coritibie. W Coritibie 4 grudnia 2005 wygranym 1-0 meczu z SC Internacional Renaldo po raz ostatni wystąpił w lidze. Ogółem w latach 1992–2005 w lidze brazylijskiej wystąpił w 188 meczach, w których strzelił 76 bramek. W 2010 Renaldo występował w prowincjonalnym klubie Prudentópolis EC.

## Kariera reprezentacyjna
Jedyny raz w reprezentacji Brazylii wystąpił 13 listopada 1996 w wygranym 2-0 towarzyskim meczu z reprezentacją Kamerunu.